# Peregrin Took
Peregrin Took, poznatiji kao Pippin, izmišljeni je lik iz J. R. R. Tolkienove pripovijesti Gospodar prstenova. Pippin je hobit koji prati Froda Bagginsa tijekom pustolovina u pokušaju da uništi Jedinstveni Prsten.
Ime Peregrin najvjerojatnije znači "putnik u čudne krajeve".
Peregrin je jedini sin Paladina Tooka II i njegove žene Eglantine Banks pa je nakon očeve smrti naslijedio Paladinov naslov Thaina Shirea. Imao je tri starije sestre, poimence, Biserka Took, Pimpernel Took, i Perunika Took. Njegov rođak Meriadoc Brandybuck, poznatiji kao Merry, sin je Paladinove sestre Esmeralde Brandybuck, i najbolji mu je prijetelj.
Nakon što je dužnost Thaina predao sinu Faramiru, zajedno s Merryjem odjahao je za Rohan i Gondor, gdje su nakon nekog vremena i umrli. Položeni su na počinak uz Aragorna u Rath Dínenu.